# جديدة كحيط (الرقة)
جديدة كحيط قرية سورية تتبع ناحية الكرامة في منطقة مركز الرقة في محافظة الرقة. بلغ عدد سكانها 4538 نسمة في عام 2004 حسب إحصاء المكتب المركزي للإحصاء.